# كاستانييتو كاردوتشي
كاستانييتو كاردوتشي هي كومونا في مقاطعة ليفورنو في منطقة توسكانا الإيطالية، تقع على بعد حوالي 90 كيلومترا (56 ميلا) جنوب غرب فلورنسا وحوالي 50 كيلومترا (31 ميلا) جنوب شرق ليفورنو. سميت على اسم الشاعر جوسوي كاردوتشي، الذي أمضئ هناك بضع سنوات عندما كان طفلاً. تقع كاستانييتو كاردوتشي على حدود البلديات التالية: بيبونا، مونتيفيردي ماريتيمو، سان فينسينزو، ساسيتا، سوفريتو.

## أسماء المواقع الجغرافية
كاستانييتو هي كلمة إيطالية تعني «بستان الكستناء»، من كاستاغنو («شجرة الكستناء»). في عام 1900، تمت إضافة المواصفات Marittimo («على البحر»)، والتي تم تغييرها في عام 1907 إلى الحالية، تكريما للشاعر الشهير جوسوي كاردوتشي الذي عاش في طفولته هناك عدة سنوات (بالقرب من[[ بولغيري ، شمال القرية).

## اقتصاد
يرتبط اقتصاد كاستانييتو كاردوتشي بالزراعة وشاطئ البحر وسياحة النبيذ والطعام ، والتي يستفد منها ، خاصة في فصل الصيف ، من مرافق الإقامة العديدة في المنطقة ، والتي تم منحها جائزة "Bandiera Blue" المرموقة. مورد مهم آخر هو إنتاج النبيذ الفاخر ، الذي جعل أقبية النبيذ في Bolgheri والمنطقة المحيطة بها مشهورة في جميع أنحاء العالم. و أيضًا إنتاج زيت الزيتون البكر الممتاز.

## ثقافة
منتزه جيوسوي كاردوتشي الأدبي وأرشيف المتحف يحتفظ متحف الأرشيف ، الذي يضم حاليًا الحديقة الأدبية ، بمواد عن حياة وأعمال الشاعر جوسوي كاردوتشي المكتسبة خلال احتفالات كاردوتشي في عامي 1982 و 1985. تتميز الحديقة الأدبية بالعديد من المسارات المثيرة للاهتمام التي تسترجع الأماكن والمناظر الطبيعية لمنطقة كاستانييتو الموجودة في أعمال وحياة كاردوتشي.